# Headlam
Headlam – osada i civil parish w Anglii, w hrabstwie ceremonialnym Durham, w dystrykcie (unitary authority) County Durham. Leży 26 km na południe od miasta Durham i 356 km na północ od Londynu. W 2001 roku civil parish liczyła 37 mieszkańców.